# Hiéroglyphe égyptien D2

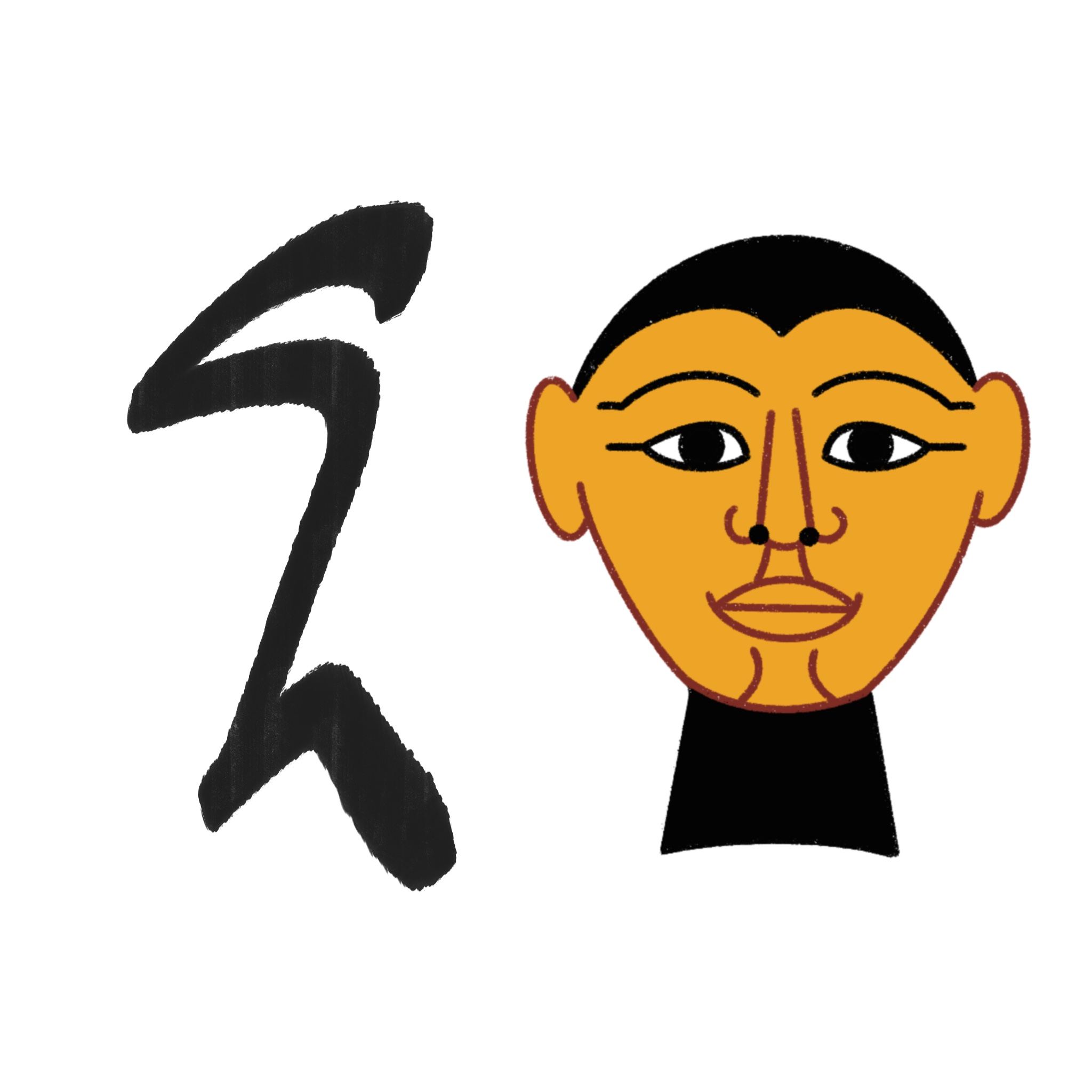
Version hiératique et hiéroglyphique

Le hiéroglyphe égyptien D2 (tête de face) est classifié dans la section D « Parties du corps humain » de la liste de Gardiner ; cet hiéroglyphe y est noté D2.

## Représentation
Il représente le visage de face d'un homme barbu. Il est jaune (sans doute pour ne pas le confondre avec la tête de profil D1). Originellement il représente peut-être un étranger (l'alter dévisageant l'ego de son regard extérieur) expliquant cette singulière représentation de face. Il est translittéré ḥr.

## Utilisation
C'est un idéogramme du terme ḥr « visage, figure, face, vue, regard »,,
d'où dérive sa fonction en tant que phonogramme bilitère de valeur ḥr.

## Exemples de mots
| D2 · Z1 |

| D2 · Z1 |

| D2 · ib |

| D2 · ib |

| s | Hr · r | N1 |

| s | Hr · r | N1 |

## Galerie

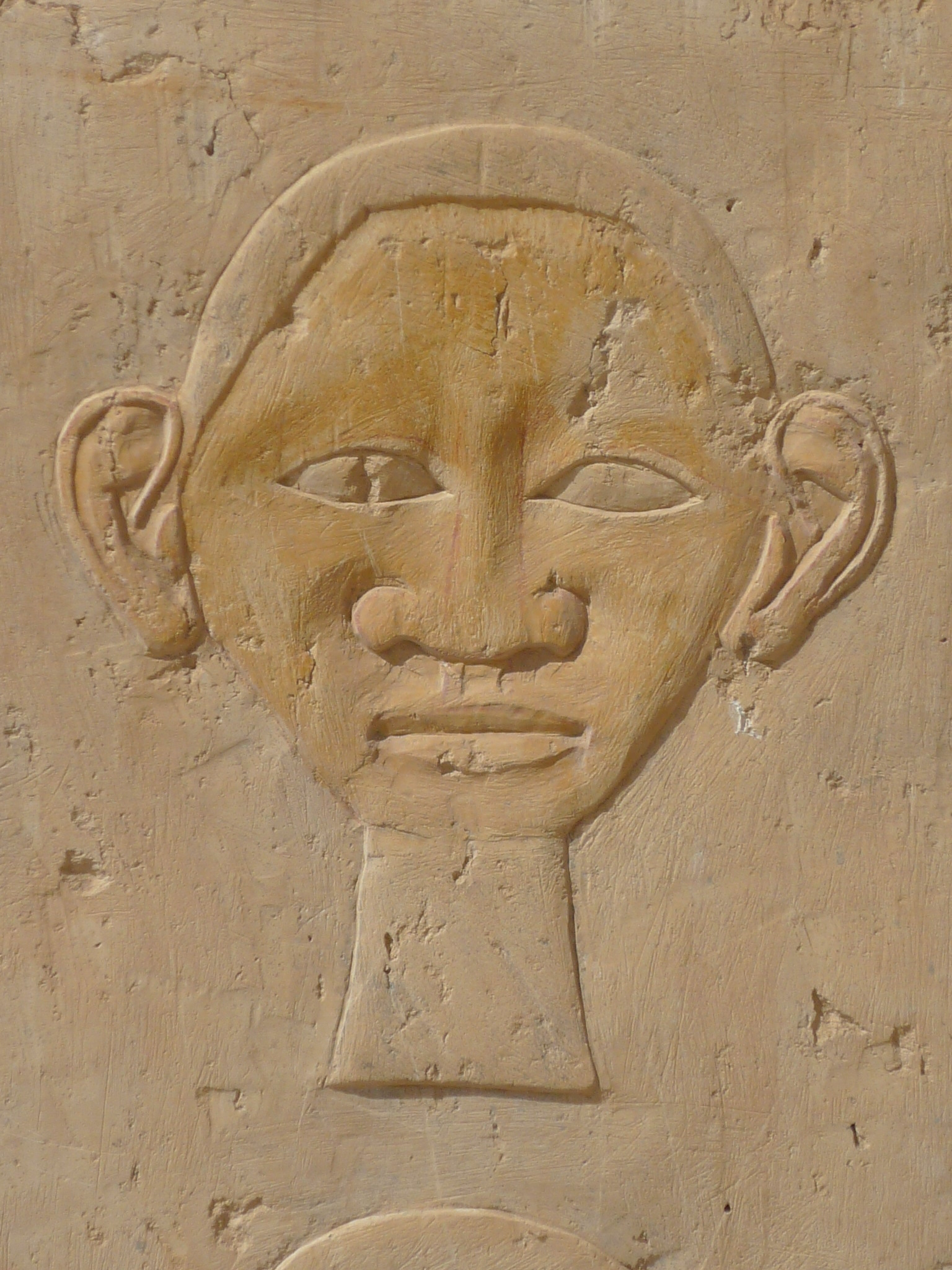
Hiéroglyphe visage.
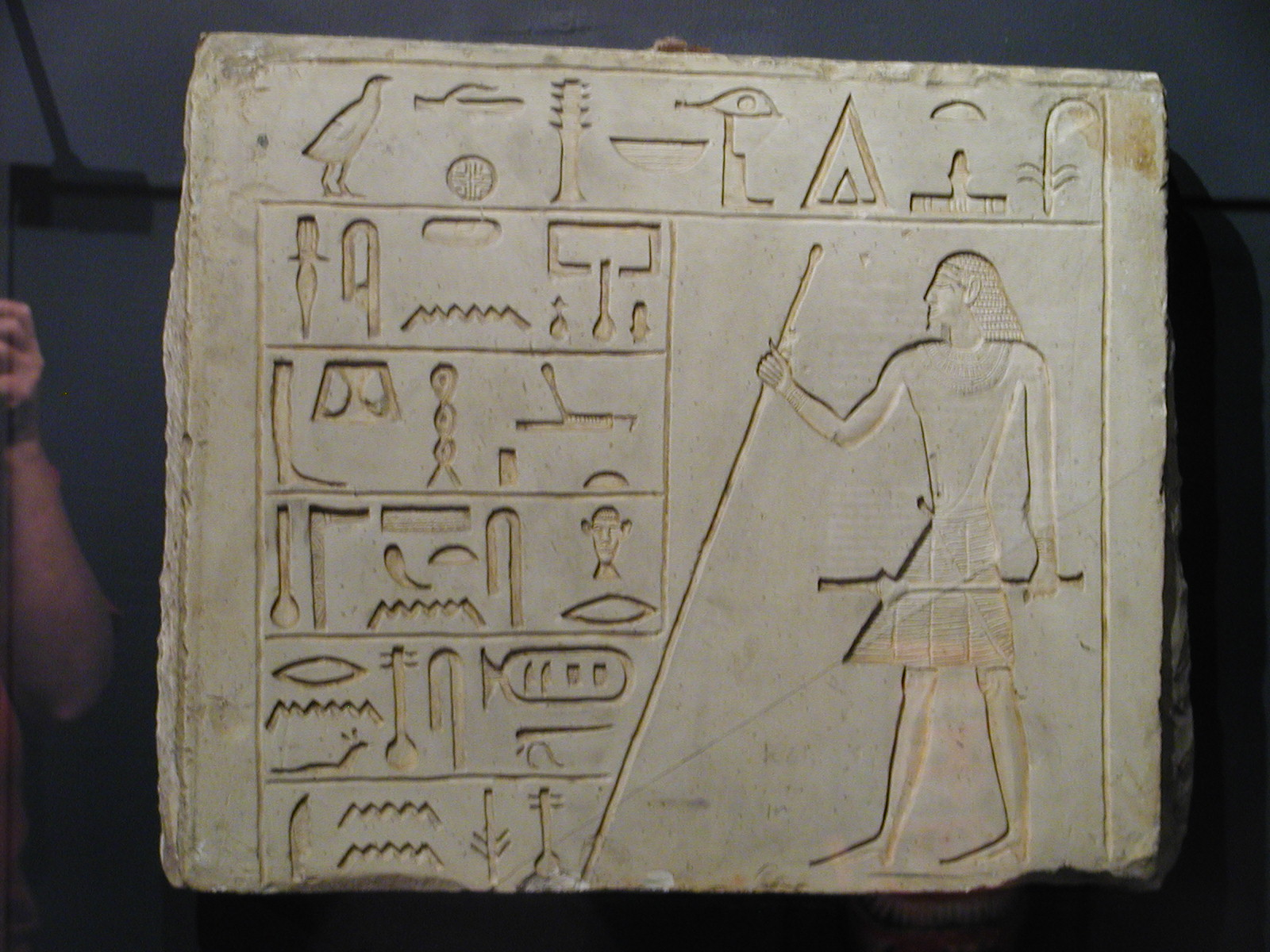
Stèle de Pépi-Sennefer (trouvée à Dendérah), Musée national d'Alexandrie ; le visage est en 4e ligne